# Mozilla Foundation
De Mozilla Foundation is een organisatie zonder winstoogmerk die als taak heeft ondersteuning en sturing te geven aan het opensourceproject Mozilla. De organisatie bepaalt het ontwikkelbeleid, beheert de essentiële infrastructuur en beheert de handelsmerken en andere intellectuele eigendommen die bij Mozilla horen. Ze bezit een belastingplichtige dochteronderneming, de Mozilla Corporation, die een aantal ontwikkelaars in dienst heeft, en de releases van de Mozilla Firefox webbrowser en het Mozilla Thunderbird e-mailprogramma. De Mozilla Foundation is gevestigd in Mountain View, Californië.
De Mozilla Foundation omschrijft zichzelf als "een organisatie zonder winstoogmerk met als doel keuzemogelijkheden te handhaven en innovatie te bevorderen op het Internet".

## Geschiedenis
De Mozilla Foundation is opgericht op 15 juli 2003 toen America Online (AOL) zijn belang in Mozilla drastisch verminderde, waarbij ontwikkelaars van de Netscape webbrowser werden ontslagen of andere taken kregen, en bekendmaakte dat het niet langer dagelijkse gang van zaken van het project zou bekostigen. De Mozilla Foundation vervangt in feite mozilla.org (ook bekend als de Mozilla Organization), een veel lossere en minder formele groep die is opgericht als een autonome divisie van Netscape in 1998. AOL heeft geholpen bij het van de grond krijgen van de Mozilla Foundation, door hardware en intellectuele eigendommen over te dragen aan de organisatie en een team van drie personen te betalen voor de eerste drie maanden van het bestaan van de organisatie als ondersteuning tijdens de overgang. AOL beloofde $ 2 miljoen te doneren aan de stichting gedurende twee jaar.

## Mozilla Corporation

Logo Mozilla Corporation

Op 3 augustus 2005 richtte de Mozilla Foundation een volledig eigen dochter op, die de Mozilla Corporation heet, om de ontwikkeling en verspreiding van Mozilla Firefox en Mozilla Thunderbird voort te zetten. De Mozilla Corporation is verantwoordelijk voor het plannen van de releases, marketing en een scala van aan distributie verbonden activiteiten. Ze beheert ook de contacten met bedrijven, waarvan vele geld opleveren. In tegenstelling tot de Mozilla Foundation is de Mozilla Corporation belastingplichtig, wat tot gevolg heeft dat ze een grotere vrijheid heeft wat betreft inkomsten en het ontwikkelen van bedrijfsactiviteiten.

## Bedrijfsvoering
Vanaf het begin af kreeg Mozilla Foundation bevoegdheden die verder gingen dan die van mozilla.org; de organisatie kreeg taken die tot dan toe aan Netscape of andere leveranciers van Mozillatechnologie. Om een grotere groep eindgebruikers te kunnen bereiken, sloot de stichting overeenkomsten met commerciële bedrijven, die cd's mochten verkopen waarop Mozillasoftware stond en die telefonische ondersteuning mochten leveren. In beide gevallen werd gekozen voor dezelfde leveranciers als Netscape voorheen. De Mozilla Foundation stelde zich ook assertiever op ten opzichte van haar intellectuele eigendommen, met regels voor het gebruik van de Mozilla-handelsmerken en -logo's. Ook werden o.a. marketingprojecten gestart.
Met de vorming van de Mozilla Corporation delegeerde de Mozilla Foundation al haar ontwikkel- en bedrijfsgerelateerde activiteiten aan de nieuwe dochteronderneming. De stichting houdt zich alleen bezig met bestuur- en beleidskwesties, en met toezicht op projecten die nog geen product zijn, zoals Camino en SeaMonkey. De Mozilla Foundation bezit de Mozilla handelsmerken en intellectuele eigendommen, die ze in licentie heeft gegeven aan de Mozilla Corporation. Ze controleert ook de broncoderepository en beslist wie code mag inchecken.
De Mozilla Foundation accepteert donaties als financieringsbron. Naast de $ 2 miljoen van AOL, heeft Mitch Kapor bij het begin $ 300.000 gegeven. De groep is vrijgesteld van belasting.

## Personen
De Mozilla Foundation raad van bestuur heeft vijf leden:
- Mitch Kapor (voorzitter)
- Mitchell Baker
- Brian Behlendorf
- Brendan Eich
- Joichi Ito

Oorspronkelijk had Christopher Blizzard zitting in de raad, maar hij ging over naar de raad van bestuur van de Mozilla Corporation toen het dochterbedrijf werd opgericht. Joichi Ito nam toen zijn plaats in.
De stichting heeft een aantal betaalde werknemers, die zich concentreren op kwesties met betrekking tot het project en het beleid:
- Frank Hecker — Director of Public Policy
- Gervase Markham
- Zak Greant

De Mozilla Corporation heeft ook een aantal werknemers, waarvan velen voor de stichting werkten voordat het bedrijf werd opgericht.
De commissie die Mozilla Foundation bestiert, is bekend onder de naam mozilla.org-staff en bestaat uit een aantal werknemers van de stichting en vrijwilligers.